# Wolfe Island (Ontario)

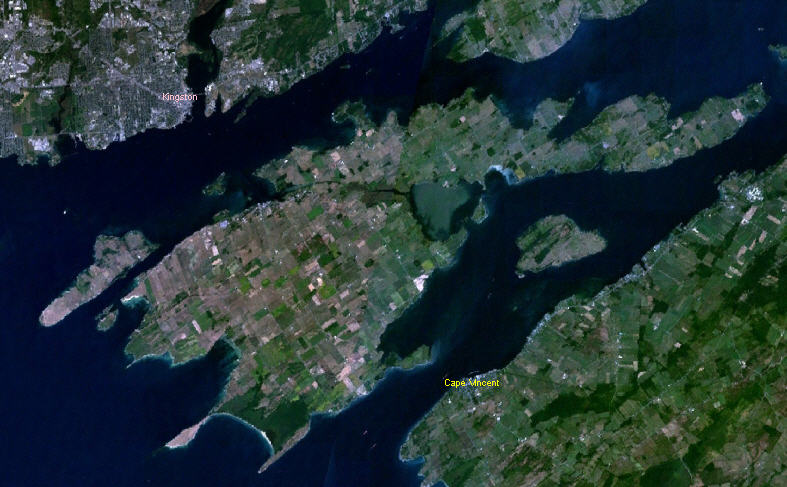
Zdjęcie satelitarne Wolfe Island

Wolfe Island – wyspa w Kanadzie, w prowincji Ontario, w hrabstwie Frontenac, które tworzy wspólnie z Howe Island. Wolfe Island znajduje się na początku biegu Rzeki Świętego Wawrzyńca i ma powierzchnię 124 km². Leży przy samym jeziorze Ontario; jest położona w łańcuchu Tysiąca Wysp jako największa spośród nich.
Największą miejscowością wyspy jest Marysville.